# Volta de creueria

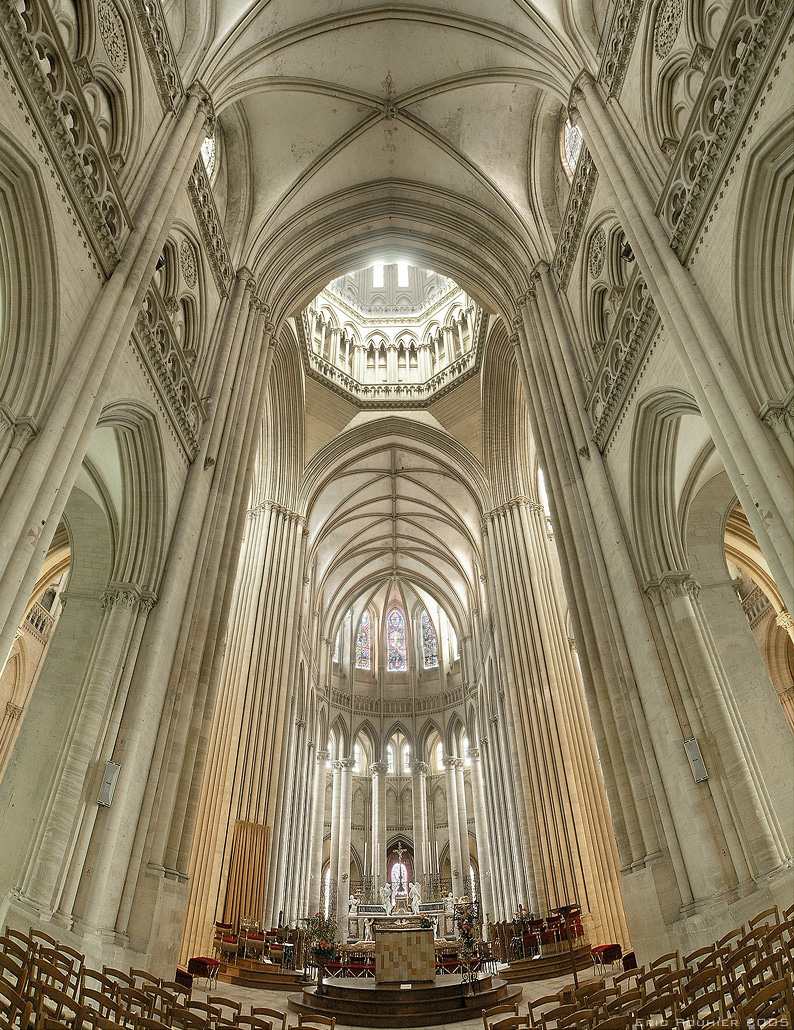
Volta de creueria gòtica de la Catedral de Coutances, França

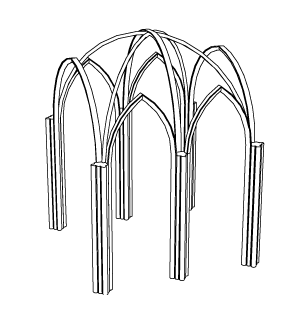
Volta de creueria sexpartida

La volta de creueria és un tipus de volta característic de l'arquitectura gòtica, que rep aquest nom perquè està conformada per l'encreuament, o intersecció, de dues voltes de canó apuntat. A diferència de la volta d'aresta, la de creueria està formada per dos arcs apuntats (la d'aresta presenta arcs de mig punt), a més d'estar reforçada per dos o més nervis diagonals que s'encreuen en la Clau de volta, generalment. La volta de creueria es considera un dels tres elements distintius de l'arquitectura gòtica, junt amb l'arc apuntat i l'arcbotant.
La volta de creueria consta de dos elements: els arcs, que constituïxen la seua carcassa, o esquelet, i els panys, que cobrixen els espais intermedis entre els arcs. Primer s'alcen els arcs, creant una estructura esvelta, resistent i lleugera, i posteriorment es construeixen els panys intermedis conformant les voltes, quedant emmarcades transversalment pels arcs feixassos, i longitudinalment pels arcs formerets, paral·lels a l'eix de la nau que delimiten els trams de la volta.

## Història
Hi ha diferents teories sobre l'origen de la volta de creueria. S'ha buscat els seus antecedents en les cúpules d'arcs entrecreuaments d'alguns edificis de l'art islàmic, així com en les voltes de certes esglésies de Geòrgia i Armènia.
Pareix, això no obstant, que la volta de creueria gòtica va evolucionar a partir de la volta d'aresta ja utilitzada en el romànic. Els antecedents més directes de les voltes de creueria del gòtic es troben en construccions tardoromàniques de dos regions allunyades entre si: Llombardia, d'una banda, i Normandia-Anglaterra per una altra.
A Llombardia, es va utilitzar en almenys cinc temples: Sant Ambrosi de Milà, Sant Nazaro de Milà, Sant Miquel de Pavia, Sant Sabí de Piacenza i Rivolta d'Adda. Les dates no són necessàries, però es creu que totes estes obres es van realitzar entre 1100 i 1130.
A Anglaterra, un dels primers exemples del seu ús es troba en la Catedral de Durham (1093-1004), encara que estes voltes de creueria no tenen arcs formerets, i els feixassos són arc de mig punt. A Normandia el seu ús es va generalitzar en la primera mitat del segle xii, encara que els sistemes de suport continuaven sent els propis del romànic.
La difusió d'aquest tipus de volta es va produir sobretot a partir de mitjan segle xii.
Encara que hi ha distints tipus de voltes de creueria, la més utilitzada en el període clàssic del gòtic va ser la quadripartida, en edificis tan singulars com les Catedrals de Chartres, Reims o Amiens.

## Sistema constructiu
La necessitat de crear amplis espais coberts va motivar trobar un sistema constructiu que, mantenint, i fins i tot reduint el gruix de murs i contraforts, aconseguirà ampliar aquest volum interior: és l'arquitectura gòtica, que va permetre alleugerir el pes de les cobertes per mitjà de l'equilibri de les forces verticals i horitzontals perquè es contrarestin entre si. El pes de la volta es transmetrà als fonaments a través dels pilars, intervenint a penes els murs que només serviran de tancament de l'espai arquitectònic.
L'edifici gòtic s'assembla a un "esquelet" recobert d'una pell "immaterial", les vidrieres, que permeten inundar l'interior de llum. Els plantejaments de l'arquitectura romànica, amb els seus grossos i pesats murs, havien quedat obsolets.
Respecte a la volta de canó, predominant en l'arquitectura romànica, el principal avantatge de la de creueria és que transmet el pes només als pilars. Aquests es reforcen amb contraforts (ja utilitzats en el romànic), o amb arcbotants, un altre element característic del gòtic. Els murs ja no necessiten ser tan grossos com en el romànic, i poden ser fàcilment perforats amb grans vans. D'esta manera es podia construir grans edificis amb economia de materials, al mateix temps que s'aconseguien grans llums i altures.